# Janka Boga
Dans le nom hongrois Boga Janka, le nom de famille précède le prénom, mais cet article utilise l’ordre habituel en français Janka Boga, où le prénom précède le nom.
Pour les articles homonymes, voir Boga.
Janka Boga Dénesné ([ˈjɒnkɒ], [ˈbogɒ]), née le 31 janvier 1886 à Gyergyóújfalu et morte le 4 octobre 1963 à Kecskemét, est une femme de lettres et pédagogue hongroise.
Elle travailla en tant que professeur des écoles à Kecskemét jusqu'à sa retraite en 1952. En 1920, elle commença à publier ses écrits dans les gazettes locales, et Szeged fut la localisation choisie pour les premières de ses œuvres théâtrales.

## Œuvres
- Vezeklés (Kecskemét, 1930)
- Légy az élettársam (Budapest, 1934)
- Él-e még a jóság? (Kecskemét, 1948).